# أكيا
أكيا ملك آشور في فترة تاريخية غير محددة ولكن على مقربة من فترة 2000 ق.م، كان قد خلف سوليلي (والذي من الممكن أن يكون جده) وكيكيا (والذي من الممكن أن يكون والده). تعتبر الفترة التاريخية التي تبدأ من عهد سوليلي والملوك الخمسة التالين الذين وردت اسماؤهم في قائمة الملوك الآشوريين لم يذكر في القوائم والسجلات الآشورية أي تفاصيل عنهم سواء عن الفترة التي حكموا بها أو حتى نسبهم ومعرفة آباؤهم، وبالتالي فمن المستحيل تحديد تاريخ حكم الملك أكيا، الذي لا ينبغي أن يكون بعيد جداً من عام 2000 ق.م.